# Typhlocyba tata
Typhlocyba tata är en insektsart som beskrevs av Irena Dworakowska 1994. Typhlocyba tata ingår i släktet Typhlocyba och familjen dvärgstritar. Inga underarter finns listade i Catalogue of Life.